# Rolf Dahlgren (ämbetsman)

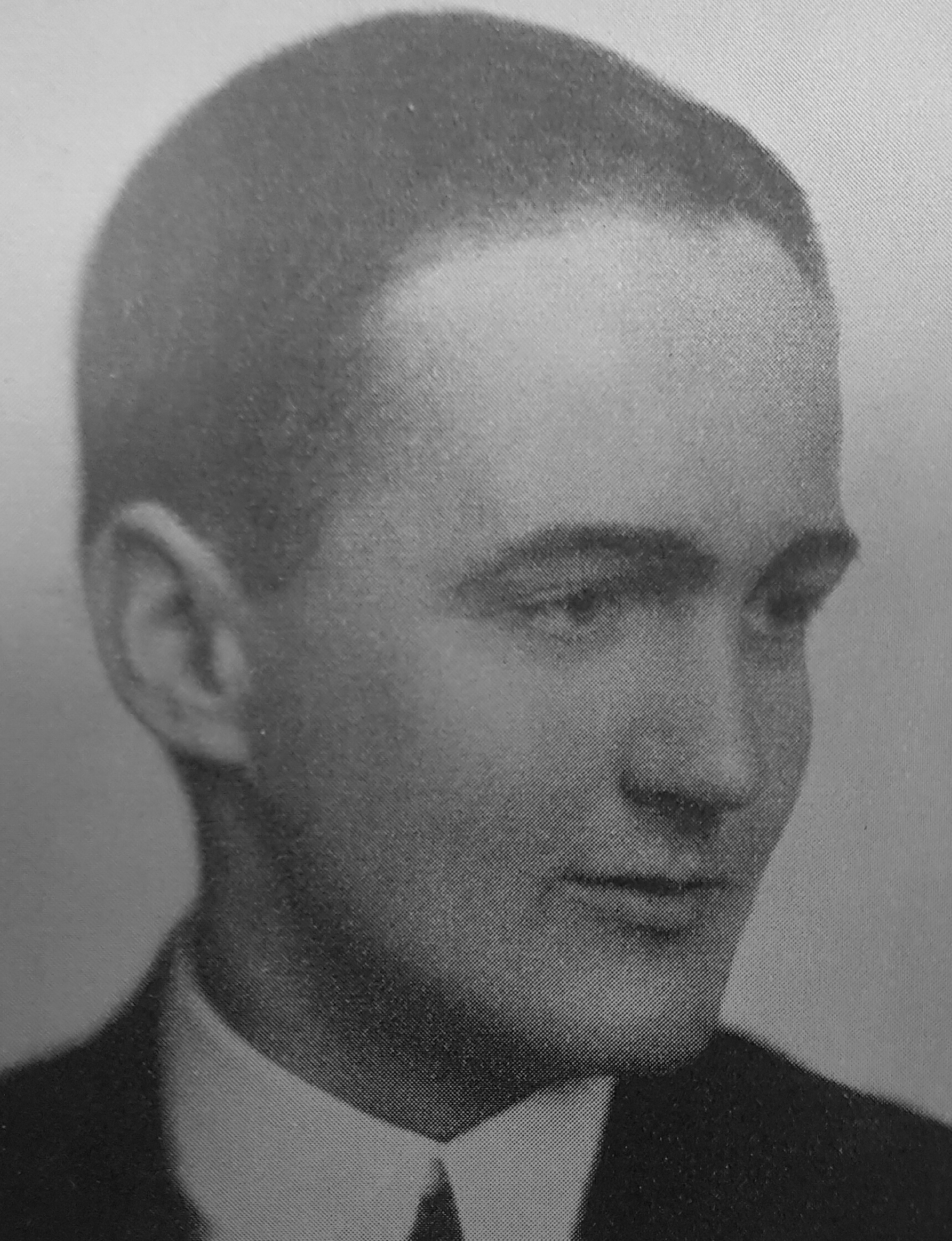
Rolf Dahlgren

Rolf Bertil Dahlgren, född den 2 september 1902 i Lund, död den 16 juli 1994 i Stockholm, var en svensk ämbetsman.
Dahlgren avlade juris kandidatexamen vid Lunds universitet 1924. Han blev assessor i Svea hovrätt 1935 och hovrättsråd 1940. Dahlgren blev byråchef för lagärenden i Folkhushållningsdepartementet 1939 och chef för rättsavdelningen vid Finansdepartementet 1944 (tillförordnad från 1942). Han var generaldirektör för Kammarkollegiet 1950–1969 och ordförande i riksskattenämnden 1951–1970. Dahlgren blev löjtnant i Smålands artilleriregementes reserv 1931 och var vice ordförande i arméns och flygvapnets reservofficersförbund 1945–1951. Han blev riddare av Nordstjärneorden 1942, kommendör av andra klassen av samma orden 1946 och kommendör av första klassen 1951. Dahlgren är begravd på Lidingö kyrkogård.